# Morethia
Morethia is een geslacht van hagedissen uit de familie skinken (Scincidae).

## Naam en indeling
De wetenschappelijke naam van de groep werd voor het eerst voorgesteld door John Edward Gray in 1845. Er zijn acht soorten, veel soorten behoorden eerder tot het geslacht van de dwergskinken (Ablepharus) en zijn onder hun verouderde geslachtsnaam in de literatuur bekend.

## Verspreiding en habitat
Alle soorten komen endemisch voor in delen van Australië en leven in de staten New South Wales, Noordelijk Territorium, Queensland, Victoria, West-Australië en Zuid-Australië. De habitat bestaat uit drogere streken zoals graslanden en bossen.
De habitat bestaat uit drogere omgevingen met bomen of struikgewas in open delen. De bodem kan zowel uit zand of rotsen bestaan. De skinken zonnebaden graag en zijn eenmaal opgewarmd erg snel. De vrouwtjes zetten eieren af op de bodem.
Door de internationale natuurbeschermingsorganisatie IUCN is aan alle soorten de beschermingsstatus 'veilig' (Least Concern of LC) toegewezen.

## Uiterlijke kenmerken
De poten zijn goed ontwikkeld, de voorpoten dragen vijf vingers en de achterpoten vijf tenen. De onderste oogleden zijn vergroeid met de bovenste oogleden, het ooglid is doorzichtig en vormt een soort vaste 'bril' over het oog. De verschillende soorten worden hierdoor in andere talen wel 'slangenoogskinken' (Engels; snake-eyed skink) genoemd.
Een aantal soorten, zoals Morethia ruficauda en Morethia taeniopleura, hebben een opvallende felrode staart. Mannetjes krijgen bij veel soorten een rode keel gedurende de voortplantingstijd.

## Soorten
Het geslacht omvat de volgende soorten, met de auteur en het verspreidingsgebied.
| Naam                   | Auteur                 | Verspreidingsgebied                                                                                       |
| ---------------------- | ---------------------- | --- |
| Morethia adelaidensis  | Peters, 1874           | Australië (New South Wales, Queensland, Victoria, West-Australië, Zuid-Australië)                         |
| Morethia boulengeri    | Ogilby, 1890           | Australië (New South Wales, Noordelijk Territorium, Queensland, Victoria, West-Australië, Zuid-Australië) |
| Morethia butleri       | Storr, 1963            | Australië (West-Australië, Zuid-Australië)                                                                |
| Morethia lineoocellata | Duméril & Bibron, 1839 | Australië (West-Australië)                                                                                |
| Morethia obscura       | Storr, 1972            | Australië (New South Wales, Victoria, West-Australië, Zuid-Australië)                                     |
| Morethia ruficauda     | Lucas & Frost, 1895    | Australië (Noordelijk Territorium, West-Australië, Zuid-Australië)                                        |
| Morethia storri        | Greer, 1980            | Australië (Noordelijk Territorium, West-Australië)                                                        |
| Morethia taeniopleura  | Peters, 1874           | Australië (Queensland, mogelijk in New South Wales)                                                       |